# IAI Nescher
Das Militärflugzeug IAI Nescher (Gänsegeier, im Volksmund auch Adler auf Hebräisch: נשר) oder auch Dagger wurde in Israel nach den Plänen der französischen Dassault Mirage 5 gebaut.

## Beschreibung
Nach der Kommandoaktion auf den Beiruter Flughafen im Dezember 1968 verhängte Frankreich ein Waffenembargo gegen Israel, und bereits in Auftrag gegebene Flugzeuge vom Typ Mirage 5 konnten nicht mehr ausgeliefert werden. Da die israelische Luftwaffe (IAF) aber dringend neue Flugzeuge benötigte, entwickelte die neu gegründete Israel Aircraft Industries aus bereits vorhandenen Bausätzen und an durch Spionage in der Schweiz gelangte Baupläne des Atar-9C-Triebwerkes, die „Nescher“. Es handelte sich, abgesehen von einigen israelischen Avionikteilen und dem Martin-Baker-Schleudersitz, um eine Kopie der Mirage, die in Israel als Ra'am A bezeichnet wurde.
Das erste Flugzeug hob im September 1969 zum Jungfernflug ab. Ab Mai 1971 wurden 51 einsitzige Jäger und 10 zweisitzige Trainingsflugzeuge an die IAF ausgeliefert, die sich im Jom-Kippur-Krieg von 1973 erfolgreich gegen die MiG- und Suchoi-Flugzeuge der Angreifer behaupteten, wobei etwa 15 Maschinen verlorengingen. Später entstand die Weiterentwicklung Kfir mit dem amerikanischen GE J79-(Starfighter)-Triebwerk und überarbeiteter Avionik.
1978 und 1980 wurden die verbliebenen Nescher-Maschinen nach einer Modernisierung an Argentinien verkauft: 35 einsitzige Jäger als Dagger A und vier zweisitzige Trainingsflugzeuge als Dagger B. Die Flotte wurde – teilweise erneut umgebaut zum Modell Finger (ähnlich Kfir) – im Falklandkrieg eingesetzt und fügte der britischen Marine unter eigenen schweren Verlusten erhebliche Schäden zu. Stark betroffen waren der Zerstörer Antrim sowie die Fregatten Ardent (später versenkt) und Plymouth; weitere Schiffe erlitten leichte Schäden. Elf Dagger/Finger wurden abgeschossen, davon neun durch Sea-Harrier.

## Varianten
Ra'am-A
Basisvariante der Nescher als direkter Nachbau der Mirage 5 mit J79-Triebwerk
Nescher S
einsitziger Jagdbomber für die IAF
Nescher T
doppelsitziger Trainer für die IAF
Cheetah
doppelsitziger Trainer für die SAAF
Dagger A
modernisierter einsitziger Jagdbomber für die argentinische Luftwaffe
Dagger B
modernisierter doppelsitziger Trainer für die argentinische Luftwaffe
Finger I
modernisierte Variante für die argentinische Luftwaffe
Finger II
modernisierte Variante für die argentinische Luftwaffe
Finger III
modernisierte Variante für die argentinische Luftwaffe

## Militärische Nutzer
Argentinien – argentinische Luftwaffe (Fuerza Aérea Argentina)
35 × „Dagger A“
4 × „Dagger B“
 Israel – israelische Luftwaffe (IAF)
51 × „Nescher S“
10 × „Nescher T“
 Südafrika –  südafrikanische Luftwaffe (SAAF)
5 × „Cheetah“

## Technische Daten
| Kenngröße             | Daten                                                    |
| --------------------- | -------------------------------------------------------- |
| Länge                 | 14,75 m                                                  |
| Spannweite            | 8,22 m                                                   |
| Höhe                  | 4,25 m                                                   |
| Flügelfläche          | 34,8 m²                                                  |
| Leermasse             | 6.600 kg                                                 |
| max. Startmasse       | 13.700 kg                                                |
| Antrieb               | 1 SNECMA-Atar-9c-Strahltriebwerk mit 6.000 kp Standschub |
| Höchstgeschwindigkeit | 2,2 Mach                                                 |
| Reichweite            | 2.600 km                                                 |
| Dienstgipfelhöhe      | 17.680 m                                                 |

### Bewaffnung
- 2 × 30-mm-Revolver-Maschinenkanonen Israel Military Industries (IMI), Lizenzproduktion der DEFA 553 mit je 140 Schuss

Bewaffnung bis zu 4.000 kg an sieben externen Aufhängestationen unter den beiden Tragflächen und unter dem Rumpf
Luft-Luft-Lenkwaffen
- 2 × Startschienen für je 1 × infrarotgesteuerte Kurzstrecken-Luft-Luft-Lenkflugkörper Matra R.550 „Magic I“
- 2 × Startschienen für je 1 × infrarotgesteuerte Kurzstrecken-Luft-Luft-Lenkflugkörper Ford AIM-9P „Sidewinder“
- 2 × Startschienen für je 1 × infrarotgesteuerte Kurzstrecken-Luft-Luft-Lenkflugkörper Rafael Shafir 1/2

Ungelenkte Luft-Boden-Raketen
- 2 × Raketenwerfer Matra 155 für je 18 × ungelenkte Luft-Boden-Raketen SNEB; Kaliber 68 mm
- 2 × Raketenwerfer Matra JL-100 mit je 19 × ungelenkten SNEB-Luft-Boden-Raketen, Kaliber 68 mm; kombiniert mit in einem abwerfbaren Zusatztank für 250 Liter (66 US gallons) Kerosin

Ungelenkte Bomben
- 2 × Mk.83 (454-kg-Freifallbomben)
- 6 × Mk.82 (227-kg-Freifallbomben)
- 10 × Mk.81 (113-kg-Freifallbomben)

Zusatzbehälter
- 2 × Unterschall-Unterflügel-Abwurftank für 1300/1100 Liter Kerosin
- 2 × Überschall-Unterflügel-Zusatztank für 500 Liter Kerosin
- 1 × abwerfbarer Unterrumpf-Zusatztank für 600 Liter Kerosin